# Костные ганоиды
Костные гано́иды (лат. Holostei) — инфракласс лучепёрых рыб, имеющий ряд примитивных черт строения. Занимают промежуточное положение между хрящевыми ганоидами и костистыми рыбами. Череп, челюстной и жаберный аппарат имеет такое же строение, как у костистых рыб. Хвостовой плавник построен по типу хрящевых ганоидов (гетероцеркальный). Чешуя ганоидна. Костные ганоиды известны с поздней перми. В мезозое костные ганоиды насчитывали 7 отрядов, до начала палеогена почти все вымерли. В современной фауне представлены двумя немногочисленными отрядами: амиеобразные и панцирникообразные.

## Систематика
Инфракласс включает 7 отрядов, из которых 5 вымершие:
- † Macrosemiiformes — мезозойская эра
- † Pycnodontiformes — триас — начало кайнозоя
- † Semionotiformes — мезозойская эра
- Надотряд Ginglymodi — 1 отряд[2]:
  - Панцирникообразные (Lepisosteiformes)
- Надотряд Halecomorphi — 3 отряда[3]:
  - Амиеобразные (Amiiformes)
  - † Parasemionotiformes — мезозойская эра
  - † Ionoscopiformes — мезозойская эра